# Martina Terré
Martina Terré Martí (Barcelona, 28 de agosto de 2002) é uma jogadora de polo aquático espanhola.

## Carreira
Terré, que atua na posição de goleira, venceu com a seleção espanhola de juniores o Campeonato Mundial Júnior de 2021. Ela joga pelo CN Sant Andreu em Barcelona. Em 2024 estudou na Universidade Pompeu Fabra.
Ela é jogadora da seleção espanhola de pólo aquático feminino desde sua estreia em competições internacionais. Ela competiu nos Campeonatos Europeus de Pólo Aquático Feminino de 2022 e 2024, bem como nos Campeonatos Mundiais de Pólo Aquático Feminino de 2023 e 2024. Nos Jogos Olímpicos de Verão de 2024, em Paris, conquistou a medalha de ouro no torneio feminino do polo aquático, após vencer confronto na final contra a equipe australiana por 11–9.